# Benny Neyman
Wilhelmus Albertus "Benny" Neyman (Maastricht, 9 de junio de 1951  - Soesterberg, 7 de febrero de 2008) fue un cantante neerlandés.

## Biography
A comienzos de la década de los 70, Neyman tomó un curso en la Kleinkunst Academy de Ámsterdam. Su primer éxito llegó en 1980 con la canción Ik weet niet hoe. Posteriormente, llegaron otros singles de éxito como Vrijgezel y Je hoeft me niet the zeggen hoe ik leven moet. En 1985 Neyman consiguió su éxito más grande con Waarom fluister ik je naam nog (número 1 en las listas neerlandesas). A partir de la segunda mitad de la década de 1980 Neyman no volvió a tener grandes éxitos. Aún así, lanzó un gran número de álbumes y realizó varias giras musicales exitosas. Neyman recibió un Arpa Dorada en 1996. En 1999, Benny cantó un dueto con la cantante de country holandesa Toni Willé (Pussycat) "Oh, How I Miss You" y grabó el álbum American Duets con ella en 2000, que se lanzó en 2001.
Su salud empezó a deteriorarse en 2006. Después de que su mánager anterior renunciara, su compañero Hans van Barneveld se convirtió en 2006 en su nuevo manager. En octubre de 2007 se lanzó su último álbum Onverwacht y su última actuación, un homenaje al fallecido Conny Vandenbos, tuvo lugar el 2 de diciembre de 2007. Neyman anunció el 21 de diciembre de 2007 que padecía una forma avanzada de cáncer y que su pronóstico no estaba claro. El 7 de febrero de 2008 Benny Neyman falleció a los 56 años de edad. Fue incinerado en Leusden y varios artistas actuaron durante la ceremonia, incluido Lenny Kuhr.
Póstumamente, su compañero de 25 años, Hans van Barneveld, hizo una compilación de 5 CDs y 2 DVDs llamada Adieu-Oeuvre Overzicht 1974-2007 editado por CNR Music.